# Parafia św. Antoniego Padewskiego w Smażynie
Parafia rzymskokatolicka pw. św. Antoniego Padewskiego w Smażynie należy do archidiecezji gdańskiej, dekanatu Luzino. Proboszczem parafii jest ks. Krzysztof Masilewicz.

## Historia
Kościół parafialny to kościół poewangelicki wybudowany w latach 1862–1865 w stylu neogotyckim. Został przejęty przez katolików po II wojnie światowej. Poświęcenie kościoła pod wezwaniem św. Antoniego miało miejsce 14 lipca 1946 roku.
Jako samodzielny ośrodek duszpasterski funkcjonuje od 1970. Wcześniej należał do parafii Łebno (dek. Żukowo).
Staraniem mieszkańców Smażyna została ustanowiona samodzielna parafia  5 czerwca 1971 roku.